# Adolf Ax
Adolf Ax, nemški častnik Waffen-SS, * 23. junij 1906, Mouscron, Belgija, † 6. februar 1983, Wiesbaden, Nemčija.

## Življenjepis
Leta 1930 je vstopil v NSDAP (št. 378 043), in v SS (št. 3848).

## Napredovanja
- SS-Mann (1. februar 1931)
- SS-Truppführer (20. november 1931)
- SS-Sturmführer (27. september 1932)
- SS-Obersturmführer (9. november 1933)
- SS-Hauptsturmführer (9. november 1936)
- SS-Sturmbannführer (25. april 1940)
- SS-Obersturmbannführer (9. november 1942)
- SS-Standartenführer (9. november 1943)
- SS-Oberführer (21. december 1944)

## Odlikovanja
- železni križec II. razreda (27. maj 1940)
- železni križec I. razreda (24. junij 1940)
- viteški križ železnega križa (9. maj 1945)
- vojni zaslužni križ I. razreda z meči (30. januar 1944)
- vojni zaslužni križ II. razreda z meči (1942)
- Reichssportabzeichen
- SA-Sportabzeichen;
- Ehrendegen des RF-SS
- Totenkopfring der SS